# Emil Ábrányi den äldre

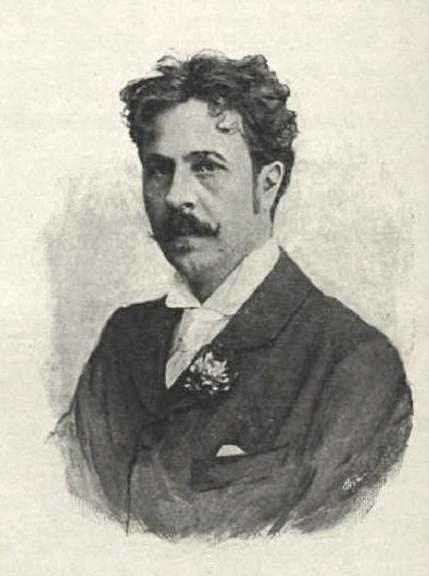
Emil Ábrányi den äldre.

Emil Ábrányi, född 31 december 1850, död 20 maj 1920, var en ungersk lyriker och estetiker. Han var son till Kornél Ábrányi och far till Emil Ábrányi den yngre.
Ábrányi är mest känd för att ha översatt en rad tyska, franska och engelska skalder, men han författade även en rad egna texter.